# Philadelphia Union
Philadelphia Union je fotbalový klub hrající americkou Major League Soccer se sídlem v Chesteru v Pensylvánii, Byl založen 28. února 2008 a MLS začal hrát o 2 roky později. Klub hraje své domácí zápasy na stadionu Talen Energy Stadion, který se nachází v Chesteru v Pensylvánii na břehu řeky Delaware.
V pohárové soutěži (US Open Cup) skončil v letech 2014, 2015 a 2018 jako poražený ve finále.
V roce 2018 v klubu působil český záložník Bořek Dočkal, který zde byl na hostování z čínského klubu Henan Jianye.

## Soupiska

### Češi v klubu
| Jméno        | Období | Zápasy | Góly |                                                                                          |
| ------------ | ------ | ------ | ---- | ---------------------------------------------------------------------------------------- |
| Bořek Dočkal | 2018   | 36     | 5    | Nejlepší nahrávač MLS 1× Hráč týdne (17/2018) 4× Tým týdne (+ 2× náhradník v Týmu týdne) |